# 11090 Popelin
11090 Popelin è un asteroide della fascia principale. Scoperto nel 1994, presenta un'orbita caratterizzata da un semiasse maggiore pari a 2,5522084 UA e da un'eccentricità di 0,1306272, inclinata di 7,63840° rispetto all'eclittica.